# Michaelskirche (Meiringen)

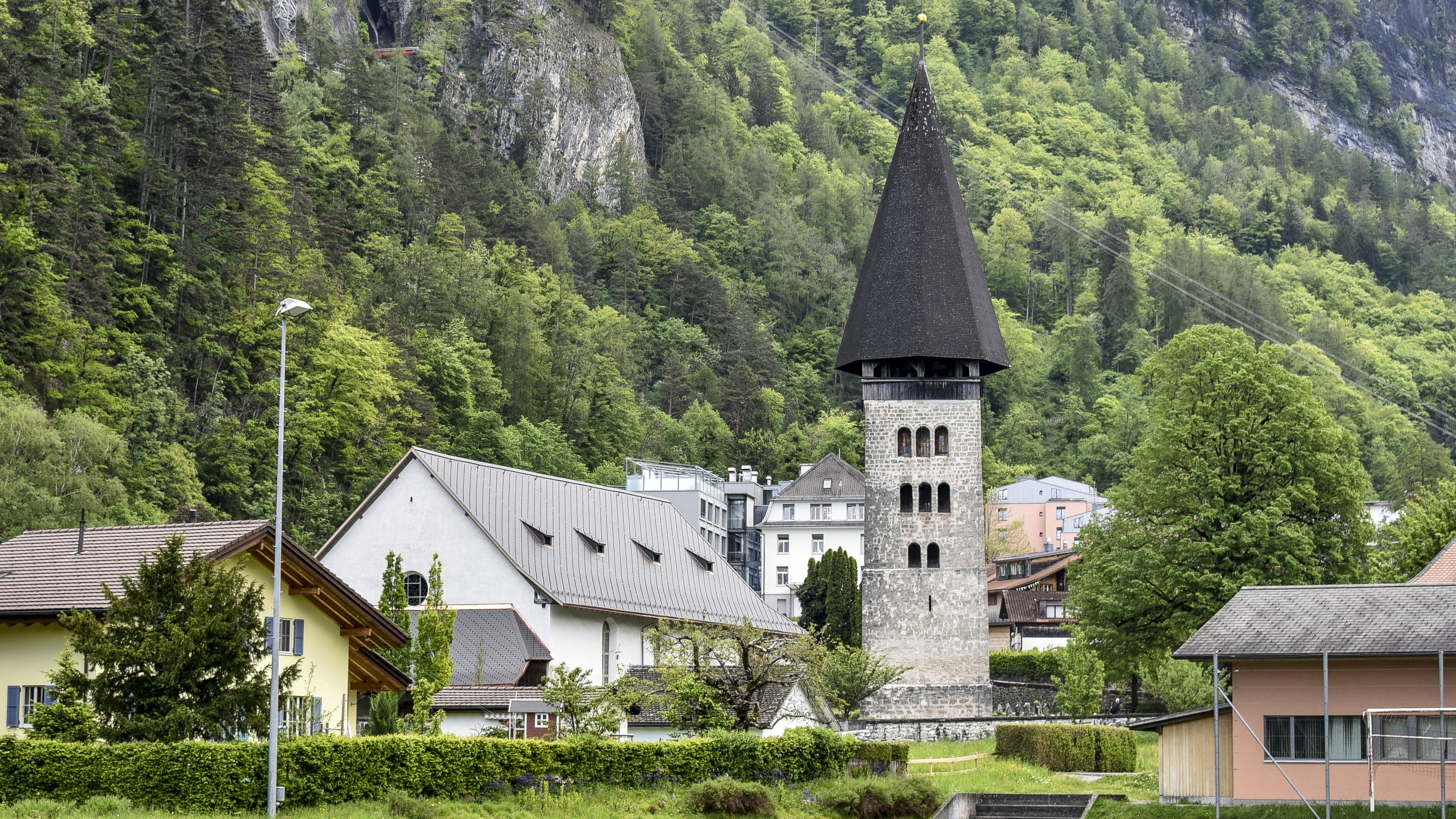
De Michaelskirche

De Michaelskirche (Michaelkerk) is een kerkgebouw in de Zwitserse gemeente Meiringen. De kerk is toegewijd aan de aartsengel Michaël. Gezien de kerk al lange tijd een protestantse kerk is, wordt de feestdag van Michaël, 29 september, niet meer gevierd.

## Historiek

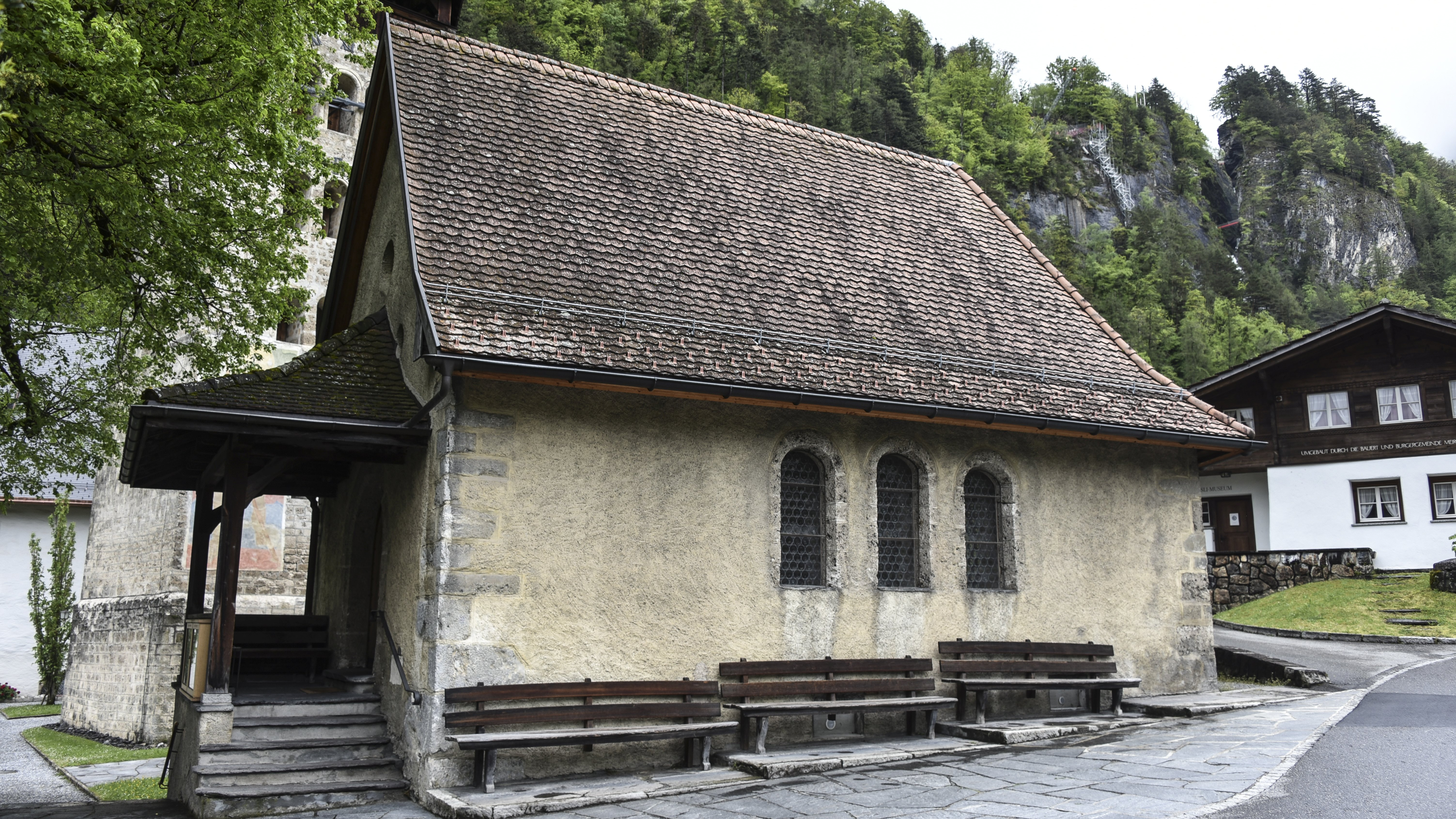
Het Zeughaus in Meiringen

De eerste schriftelijke verwijzing naar kerkelijke activiteit in het Haslital gaat terug tot het jaar 1231. Hierin wordt verwezen naar een plebaan in dit dal. In een oorkonde uit 1234 wordt deze kerk vermeld als behorend tot het bisdom Konstanz. Koning Hendrik VII, zoon van keizer Frederik II schonk de kerk aan het  Lazarushospitaal in Konstanz.

## Bouwgeschiedenis
Vanaf de 9e tot de 11e eeuw stond hier een zaalkerk met apsis die in de 12e en 13e eeuw werd uitgebreid met een koor. In de 13e eeuw voegde men een woontoren toe voor leden van de orde van Sint-Lazarus en een zijkapel. De volgende eeuw verhoogde men de vloer met 3,5 m. De verbouwing in de 15e eeuw gaf de kerk een laatgotisch uiterlijk. De doopvont is uit het midden van de 14e eeuw.

## Kerkcomplex
Op het terrein staan drie gebouwen: een losstaand kerkschip uit 1684, een vrijstaande laatromaanse klokkentoren en een uit 1486 stammend Zeughaus zoals het plaatselijk sinds de reformatie wordt genoemd. Dat laatste is een kapel waar men de vroegmis opdroeg maar die vroeger door militairen werd gebruikt. Vooraan is het voorzien van een toegang naar een ondergronds knekelhuis. Deze kapel bouwde men na een grote overstroming in 1480 en staat op de resten van een gebouw dat instortte na een natuurramp.

## Galerij

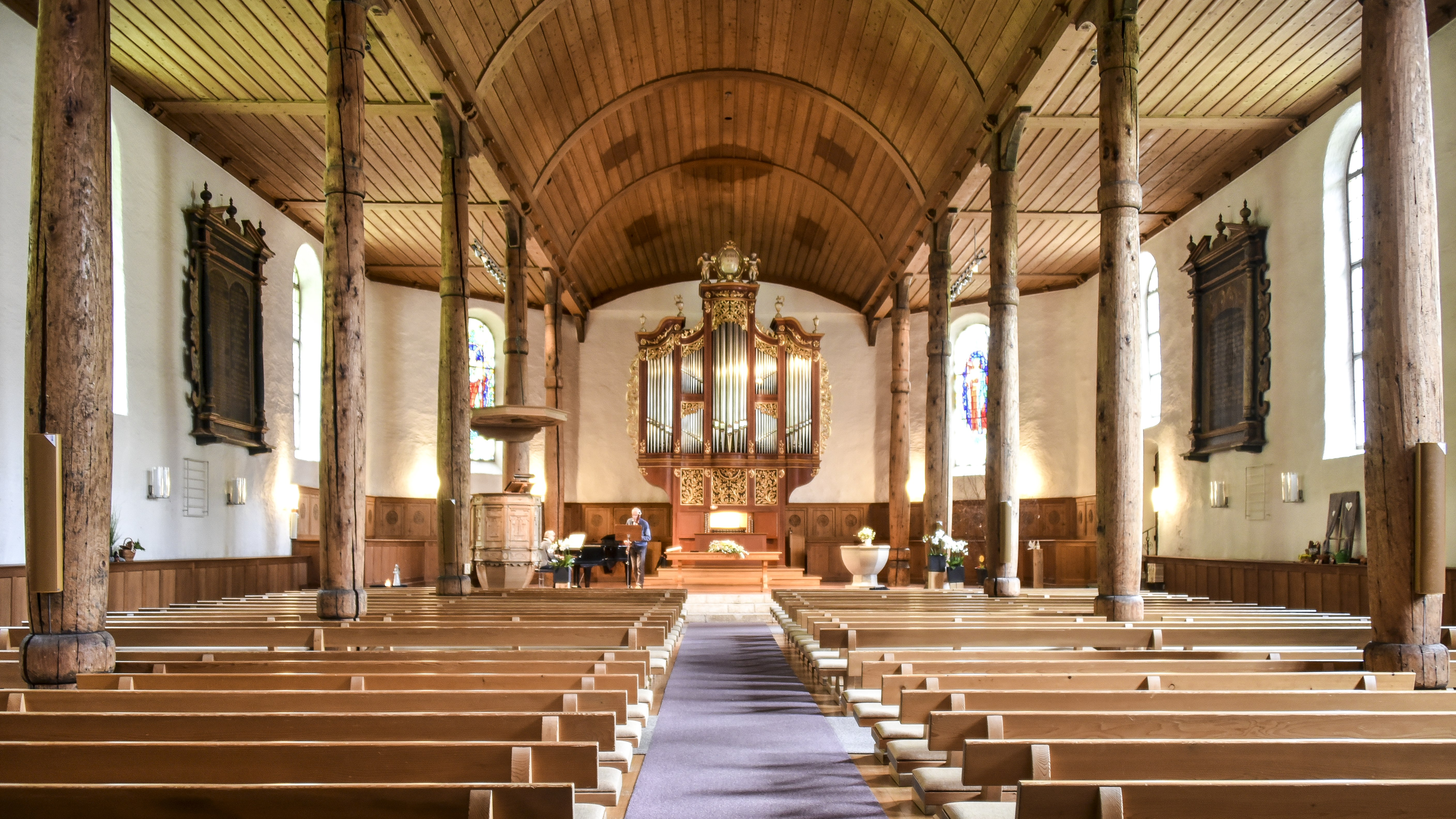
Schip en koor
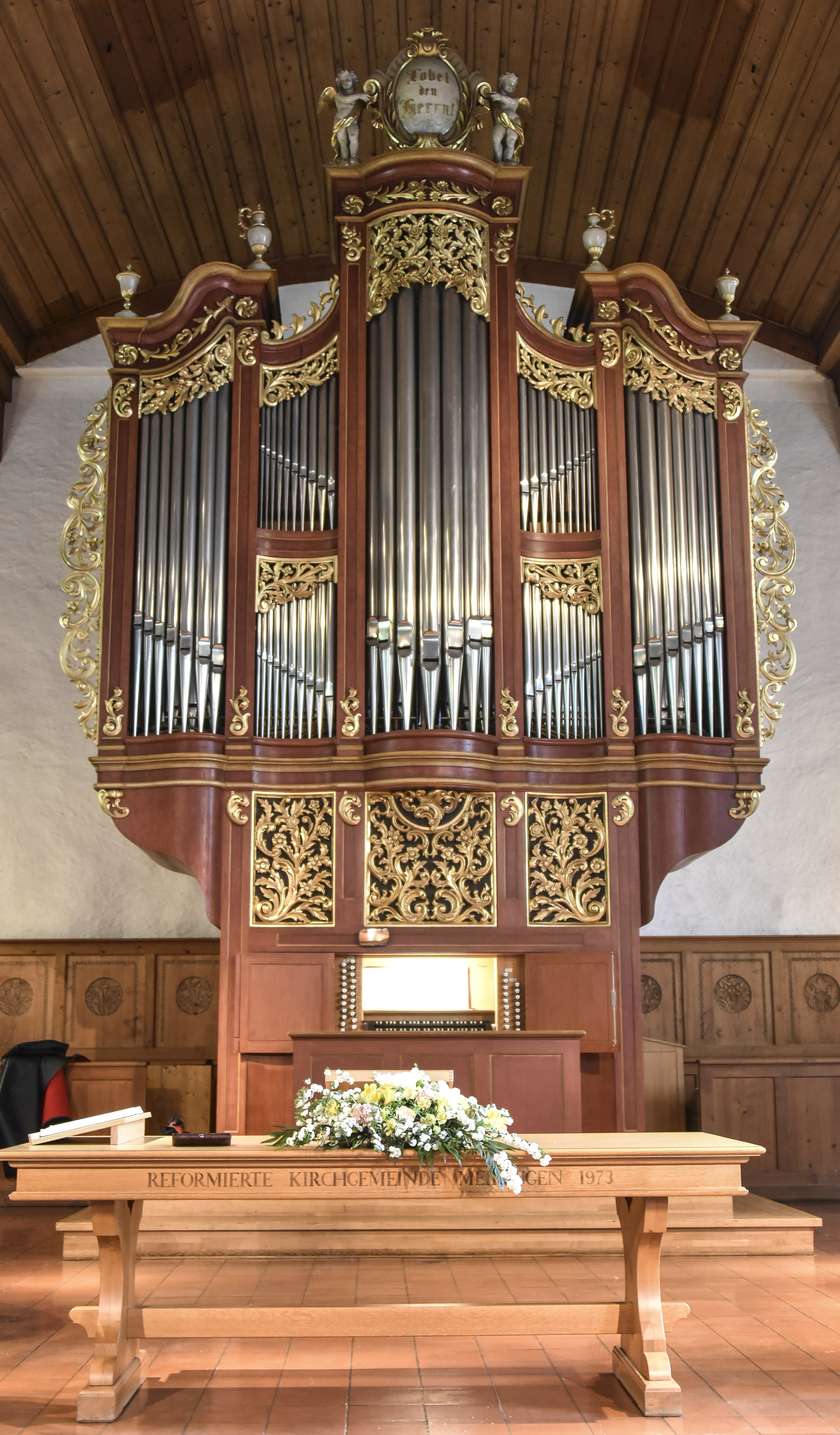
Kerkorgel
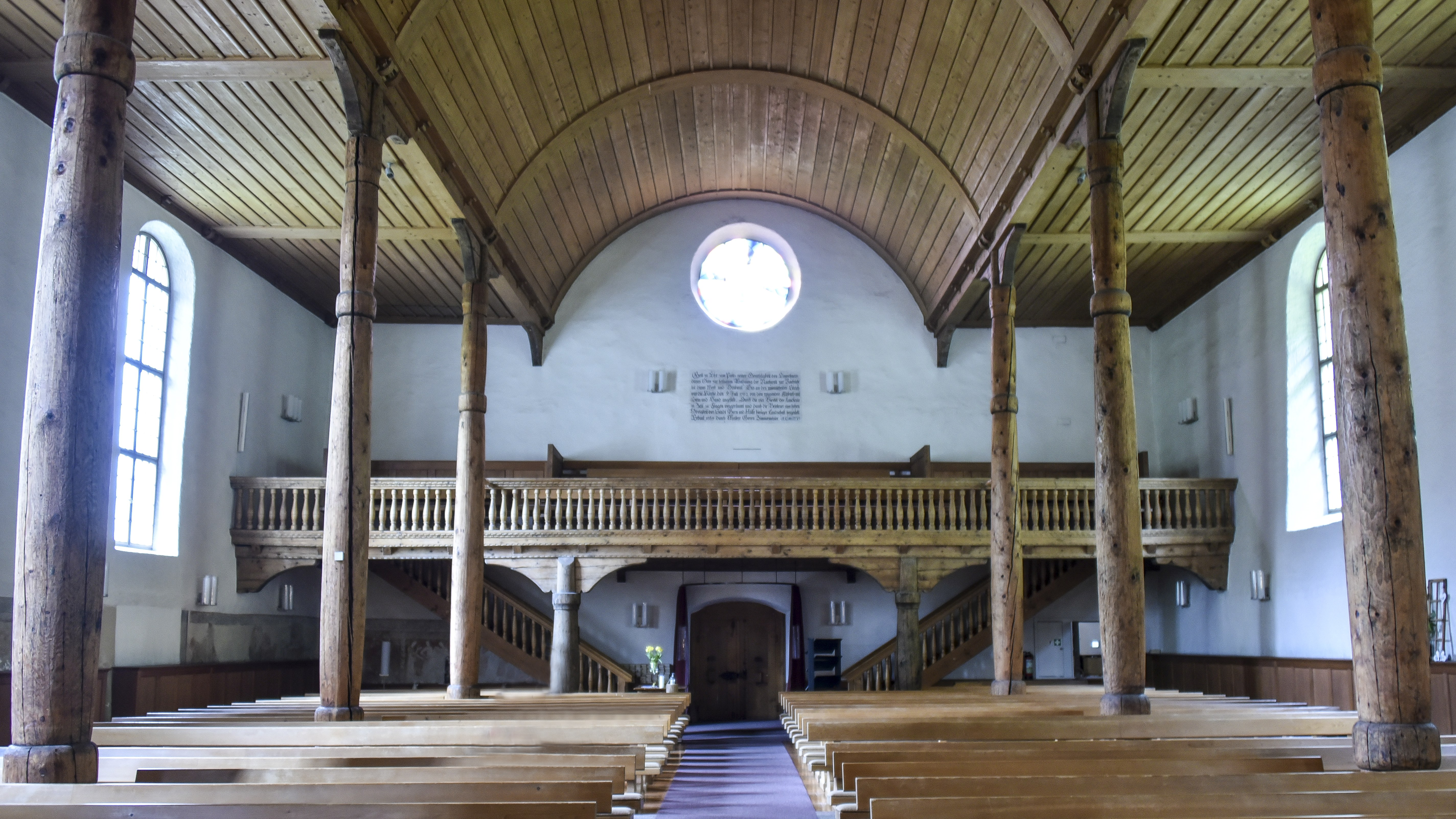
Achterzijde